# Шерловая Гора
Ше́рловая Гора́ — посёлок городского типа в Борзинском районе Забайкальского края России. Образует городское поселение «Шерловогорское».
В посёлке — железнодорожная станция Шерловая на Южном ходе Забайкальской железной дороги.
Распоряжением Правительства РФ от 29.07.2014 N 1398-р (ред. от 13.05.2016) «Об утверждении перечня моногородов», включён в список моногородов Российской Федерации с риском ухудшения социально-экономического положения.

## История поселка
Возникновение посёлка связано с открытием в XVIII веке месторождения цветных камней (аквамарина, топаза, турмалина) и его освоением. До революции территория городского поселения «Шерловогорское» входила в состав Нерчинско-Заводского округа Забайкальской области (с 1922 года — Забайкальской губернии). В 1923 году она была включена в границы Бурят-Монгольской АССР, вошедшей в 1930 году в Восточно-Сибирский край, при этом территория поселения была включена в состав Агинского аймака. С образованием в 1937 году Читинской области посёлок Шерловая Гора вошёл в границы Борзинского административного района, который в соответствии с Законом Читинской области от 19.05.2004 г. № 549-ЗЧО получил наименование «Муниципальный район Борзинский район».
В начале XX века в ходе геологических исследований, связанных со строительством Транссибирской магистрали, было открыто Харанорское угольное месторождение, а в 1908 году начали работу Харанорские копи. В 1928 году здесь было открыто месторождение касситерита — оловянного камня, и в 1932 году началась добыча руды. При руднике, выросшем в дальнейшем в Шерловогорский ГОК, возник населённый пункт, получивший 26 декабря 1938 года статус посёлка городского типа. В период перестройки руководство ГОКа делало упор на извлечение полезных ископаемых и не занималось «бесплатной» вывозкой породы. В результате нескольких лет подобной деятельности в начале 1990-х годов требовались значительные затраты на вскрышу «породы». В 1993 году в связи с истощением ближайших слоёв месторождения и переориентации руководителя ГОКа на торговлю, ГОК был закрыт. Резкое сокращение рабочих мест привело к тому, что значительная часть трудоспособного населения стала работать в ЖКХ и на разрезе «Харанорский», который приобрёл бывшую обогатительную фабрику для участка по производству щебня.

## Население
| 1970    | 1979    | 1989    | 2002    | 2007    | 2009    | 2010    |
| ------- | ------- | ------- | ------- | ------- | ------- | ------- |
| 14 628  | ↗15 375 | ↗17 509 | ↘14 623 | ↘14 300 | ↗14 463 | ↘12 489 |
| 2012    | 2013    | 2014    | 2015    | 2016    | 2017    | 2018    |
| ↘12 464 | ↗12 476 | ↘12 385 | ↘12 349 | ↘12 298 | ↘12 132 | ↘12 078 |
| 2019    | 2020    | 2021    |         |         |         |         |
| ↘11 862 | ↘11 702 | ↘10 335 |         |         |         |         |

## Промышленность
В настоящее время Шерловая Гора остаётся центром добывающей промышленности. С момента закрытия Шерловогорского ГОКа главной специализацией посёлка стала добыча бурого угля. В настоящее время крупным хозяйствующим субъектом угольной отрасли является ОАО «Разрез Харанорский». Разрез расположен в северо-восточной части посёлка. Его производственная мощность составляет 5 млн тонн в год, а фактическая добыча в последние годы в связи с сокращением спроса на уголь на внутреннем рынке и снижением объёма поставок за пределы региона составляла 2,4- 4 млн тонн. 
В посёлке имеются предприятия, производящие хлебопекарную продукцию, кондитерские изделия. Производство и предоставление услуг по передаче тепловой энергии, горячей и холодной воды в посёлке осуществляет Шерловогорская ТЭЦ, филиал Читинской генерации ОАО «ТГК-14». 

## Транспорт
По территории поселения проходит железная дорога и расположены две железнодорожные станции (ст. Шахтёрская, ст. Шерловая). Также через посёлок проходит федеральная автотрасса А350 Чита—Забайкальск.

## Харанорский угольный разрез
Огромное экономическое значение для Борзинского района представляет угледобывающая промышленность. Главным источником угля является Харанорский угольный разрез, входящий в состав Сибирской угольной энергетической компании (СУЭК).
Повсеместная газификация значительно сократила потребление угля на внутреннем рынке за последние годы. Предприятие на сегодняшний день работает не в полную силу, а только на одну треть от своей мощности. При такой неинтенсивной добыче угля хватит ещё на сто с лишним лет.

## Инфраструктура
В поселке имеется: 3 общеобразовательных школы, детский дом, 5 учреждений дошкольного образования, Дом детского творчества, две детских музыкальных школы и детско-юношеская спортивная школа, Дом культуры, клуб, 2 стадиона, 5 библиотек, 2 крупных больницы, Дом быта и пр.